# Pistyll Rhaeadr
Pistyll Rhaeadr är ett vattenfall i Storbritannien.   Det ligger i kommunen Powys och riksdelen Wales, i den södra delen av landet, 260 km nordväst om huvudstaden London. Pistyll Rhaeadr ligger 369 meter över havet.
Terrängen runt Pistyll Rhaeadr är lite kuperad. Runt Pistyll Rhaeadr är det ganska tätbefolkat, med 60 invånare per kvadratkilometer. Närmaste större samhälle är Llangollen, 18,7 km nordost om Pistyll Rhaeadr. Trakten runt Pistyll Rhaeadr består i huvudsak av gräsmarker.